# Philippe Benoist
Pour les articles homonymes, voir Benoist.
Philippe Benoist, né en 1813 à Genève et mort le 1er novembre 1896 à Vincennes, est un artiste peintre et lithographe français.

## Biographie

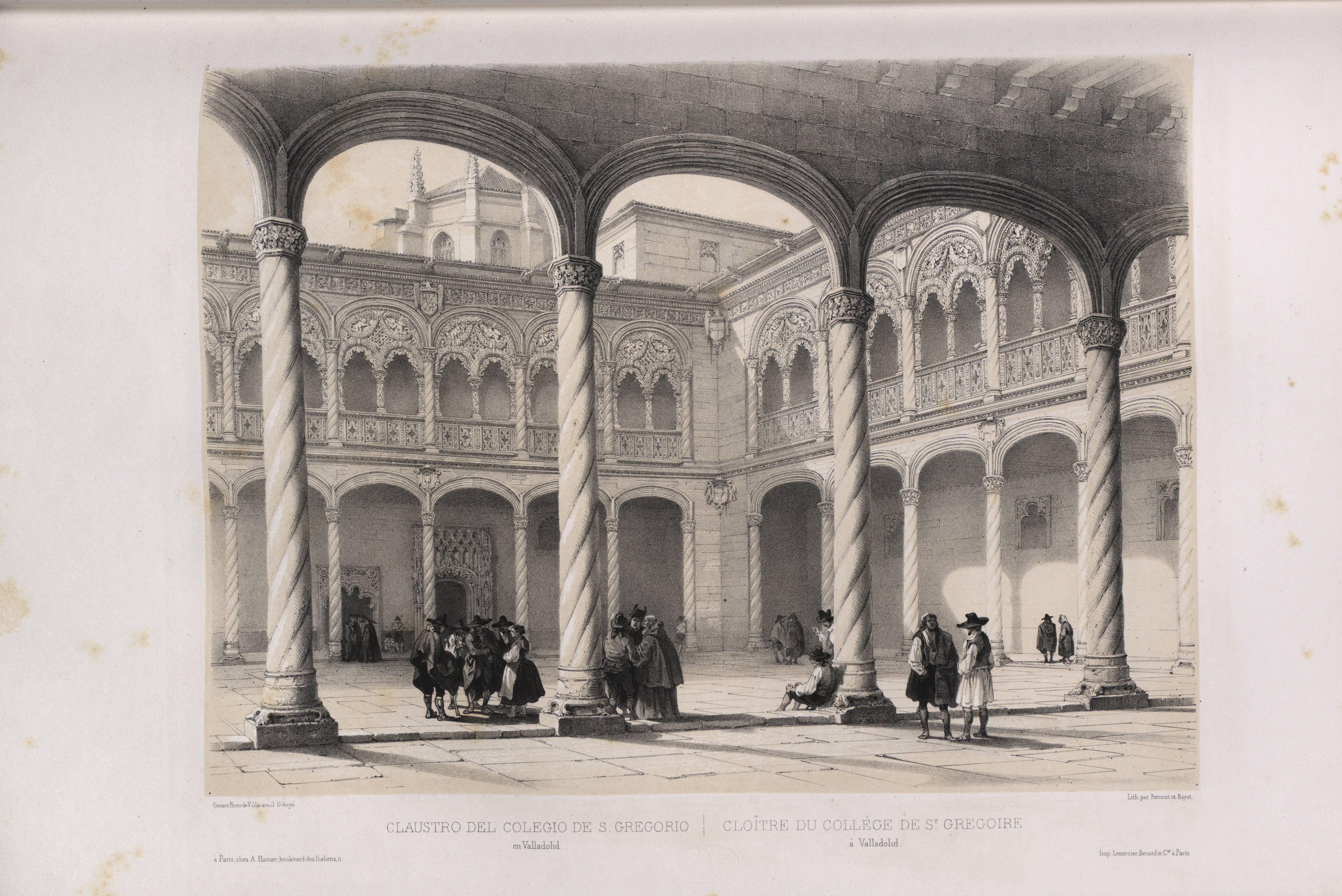
Claustro del Colegio de San Gregario en Valladolid, lithographie tirée dEspaña artística y monumental (1842).

Philippe Benoist est le fils de Louis Georges Benoist, sous-lieutenant au 23e RI et de Jeanne Charlotte Martin.
Élève de Louis Daguerre, il expose de 1836 à 1890, d'abord des paysages, peintures ou aquarelles, puis des lithographies.
En février 1851, il épouse à Paris Rose Joséphine Habdey (1821-1904).
Il reçoit une mention honorable en 1861, puis en 1886.
Il meurt à l'âge de 83 ans à son domicile de Vincennes. Il est inhumé au cimetière de Montmartre.

## Oeuvres en collections publiques
- Nemours, Château-Musée :
  - Tour de Larchant, lithographie, 40 x 30 cm. 1920.47.1.
  - Tour de Larchant, lithographie, 55 x 36 cm. 2015.0.63.
  - Moret, lithographie, 25 x 33 cm. 2018.0.110.